# Бодман-Людвігсгафен
Бодман-Лудвігсгафен (нім. Bodman-Ludwigshafen) — громада в Німеччині, знаходиться в землі Баден-Вюртемберг. Підпорядковується адміністративному округу Фрайбург. Входить до складу району Констанц.
Площа — 28,04 км2. Населення становить 4696 ос. (станом на 31 грудня 2020).

## Географія

### Географічне розташування
Бодман-Людвігсхафен лежить на західному кінці озера Уберлінген, з Бодманом на південному боці та Людвігсхафеном на північному боці рукава озера. Муніципалітет є частиною регіону Гегау. Між Бодманом і Людвігсхафеном простягається природний заповідник Аахрід, де знайшли притулок рідкісні птахи і рослини.

### Муніципальна організація
Громада Бодман-Людвігсхафен складається з колишніх громад Бодман і Людвігсхафен на Боденському озері, що налічує 15 сіл, сіл, ферм і будинків. Колишня громада Бодман включає село Бодман, село Бодман-Зоммергальде, ферми Боденвальд, Моошоф і Ремгоф, а також будинки Фрауенберг і Шпет на вулиці Еспасінгер Штрассе. Село Людвігсхафен-на-Бодензее, хутори Блюмгоф, Бюльгоф, Обер-Лаубегг, Унтер-Лаубегг і Вайєргоф, будинок і садиба Регентсвайлер і будинки Лаубегг-Форстхаус належать до колишньої громади Людвігсхафен-на-Бодензее. Село Вайлер увійшло до складу Бодмана, а руїни замку Альтбодман[2] та сучасна наземна пам'ятка колишнього валового замку Бург-Гальс знаходяться на території колишньої громади Бодман.